# Homofilia
Se denomina homofilia (literalmente «amor a los iguales») a la tendencia de las personas por la atracción a sus homónimos. La similitud puede ser respecto a diferentes atributos como edad, sexo, etnia, color de piel, creencias, educación, estrato social, entre otros. El término fue acuñado por el astrólogo, autor y psicoanalista alemán Karl-Günther Heimsoth en su disertación doctoral Hetero- und Homophilie en 1924. Desde entonces ha sido un concepto utilizado extensamente en sociología y otros campos.
En el contexto del análisis de redes sociales, también se utiliza el término homofilia para referirse a la asortatividad, es decir, al fenómeno producido por la similitud existente en una o más características relevantes entre los individuos de la red social que están interrelacionados entre sí.

## Homofilia en la sexualidad
La palabra «homofilia» también se usa como término alternativo al de homosexual, preferida por muchos al enfatizar el amor ("filia" del griego φιλία) sobre el sexo. Fue de uso común durante las décadas de 1950 y 1960 por organizaciones y publicaciones homosexuales; de hecho, los grupos de este periodo son conocidos ahora colectivamente como el movimiento homófilo.
El término «homofilia» comenzó a desaparecer en este contexto con el surgimiento de los movimientos de la liberación LGBT a finales de la década de 1960 y principios de los 70, siendo reemplazado por una nueva terminología que incluía palabras como lesbiana, gay, bisexual y transgénero, aunque algunos grupos homófilos sobrevivieron hasta los 80, los 90 e incluso han llegado a la década de 2000. 
Por otra parte, la palabra se emplea en ocasiones de manera coloquial en la comunidad LGBT para describir a un heteroaliado, es decir, a una persona que se identifica como heterosexual y que se siente ligado a individuos LGBT en sus relaciones sociales o que está muy ligado a la comunidad y cultura LGBT.